# Сантал белый
Сантал белый, или санталум белый (лат. Santalum album) — вид деревьев из рода Сантал семейства Санталовые. Из его древесины получают сандаловое масло.
Сантал белый — вечнозелёное тропическое дерево, паразитирует на корнях около 500 видов растений в одной только Индии. Размножается семенами, после их прорастания корешки прикрепляются к корням соседних растений-хозяев, используя их соки.
Широко известен как священное дерево, ценится за аромат, обусловленный высоким содержанием эфирного масла. Душистая санталовая древесина, «сандала» (название происходит от санскритского candana), используется для изготовления бус, шкатулок, а также благовоний и ценного эфирного масла. Она очень твёрдая, тяжёлая и прочная, устойчива против термитов. В ядре древесины содержится 3—6 %, а в корнях до 10 % ценного эфирного масла. Древесину сантала использовали в Китае и Индии начиная с V века до н. э., её вывозили в Египет, Грецию и Рим. В настоящее время её широко используют в Китае и особенно в Индии для резьбы по дереву, изготовления статуэток, вееров, шкатулок, шкафчиков, курительных палочек и сувениров. Измельчённая в виде пудры, древесина служит для курения фимиама в различных религиозных церемониях, похоронных ритуалах.
Вывоз из Индии древесины сантала белого запрещён, он внесён в Красную книгу МСОП со статусом «уязвимый» (англ. vulnerable). Подобные меры приняты для восстановления популяции. Более 90 процентов индийской популяции сантала белого сосредоточено в штатах Карнатака и Тамилнад. С 1963 года в Карнатаке действовали правила, согласно которым сантал белый провозглашался собственностью правительства штата, даже если он рос на частных землях. Строгие ограничения действовали и в Тамилнаде. Однако они дали обратный эффект: производство Индией древесины сантала белого упало с 5000 тонн в 1950-х годах до 500 тонн в 2007 году. В 2001 году ограничения в Карнатаке, а в следующем году и в Тамилнаде были ослаблены, землевладельцы стали собственниками своего сантала белого. Кроме Индии крупные плантации сантала белого есть в Индонезии и Австралии. В диком состоянии сантал белый встречается на Малайском архипелаге от восточной части острова Ява до острова Тимор. В Индии дикий сантал практически не сохранился.